# Mobilize
Mobilize es un álbum de la banda de punk rock estadounidense Anti-Flag. Está por formado por 8 canciones de estudio, y 8 canciones grabadas en directo.
Los temas en directo de este disco fueron grabados en Mr. Roboto Project, en Wilkinsburg (Pensilvania). El álbum fue lanzado el 19 de febrero del 2002 por el sello A-F Records.

## Lista de canciones
Canciones en estudio
1. "911 for Peace" – 3:46
2. "Mumia's Song" – 2:26
3. "What's The Difference?" – 2:01
4. "We Want To Be Free" – 1:38
5. "N.B.C. (No Bloodthirsty Corporations)" – 2:14
6. "Right To Choose" – 2:59
7. "We Don't Need It" – 3:19
8. "Anatomy of Your Enemy" – 3:04

Canciones en directo
1. "Underground Network (Live)" – 3:32
2. "Tearing Everyone Down (Live)" – 2:44
3. "Bring Out Your Dead (Live)" – 3:01
4. "A New Kind Of Army (Live)" – 3:46
5. "Their System Doesn't Work For You (live)" – 2:25
6. "Free Nation (Live)" – 2:56
7. "Spaz's House Destruction Party (Live)" – 3:10
8. "Die For The Government (Live)" – 31:22

## Logotipo del álbum
La estrella que aparece en la portada del disco está formada por  un conjunto fusiles rotos M16. Este símbolo es denominado Gun Star, y apareció por primera vez en la carátula de este álbum. 
Es el logotipo actual de Anti-Flag, el cual además ha sido creado por sus mismos miembros.

## Personal
- Justin Sane – voz y guitarra
- Chris Barker "Chris #2" – bajo y voz
- Chris Head – guitarra
- Pat Thetic – batería

- Datos: Q1930943